# Aslán Karatsev
Aslán Karátsev (en ruso: Асла́н Казбе́кович Кара́цев; Vladikavkaz, 4 de septiembre de 1993) es un tenista profesional ruso. Actualmente Aslán Karátsev ocupa la posición número 207 del Ranking ATP.

## Carrera
Su mejor ranking individual es el N.º 14 , alcanzado el 22 de febrero de 2021 tras alcanzar la semifinal en el Australian Open, mientras que en dobles logró la posición 238 el 17 de agosto de 2015.
Ha logrado hasta el momento tres títulos de la categoría ATP en modalidad de singles y uno en modalidad de dobles, además de tres títulos de la categoría ATP Challenger Tour y varios títulos Futures tanto en individuales como en dobles.

## Vida personal
Karátsev nació el 4 de septiembre de 1993 en Vladikavkaz. Su padre, Kazbek Karátsev, es osetio y su madre, Svetlana Karátseva, es judía además Aslán tiene una hermana mayor llamada Zarina. Cuando tenía tres años viajó a Israel.
Karátsev habla con fluidez ruso, hebreo e inglés, y tiene doble ciudadanía ruso-israelí.

## Torneos de Grand Slam

### Dobles mixto

#### Finalista (1)
| Año  | Torneo        | Pareja         | Oponentes en la final          | Resultado        |
| 2021 | Roland Garros | Yelena Vesniná | Desirae Krawczyk Joe Salisbury | 6-2, 4-6, [5-10] |

## Juegos Olímpicos

### Dobles mixto

#### Medalla de plata
| Año  | Campeonato | Pareja         | Oponentes en la final                   | Resultado            |
| 2021 | Tokio 2020 | Yelena Vesniná | Anastasía Pavliuchénkova Andréi Rubliov | 3-6, 7-6(5), [11-13] |

## Títulos ATP (4; 3+1)

### Individual (3)
| Leyenda                         |
| Grand Slam (0)                  |
| ATP World Tour Finals (0)       |
| ATP World Tour Masters 1000 (0) |
| ATP World Tour 500 (1)          |
| ATP World Tour 250 (2)          |

| N.º | Fecha                 | Torneo | Superficie | Oponente en la final | Resultado |
| --- | --------------------- | ------ | ---------- | -------------------- | --------- |
| 1.  | 20 de marzo de 2021   | Dubái  | Dura       | Lloyd Harris         | 6-3, 6-2  |
| 2.  | 24 de octubre de 2021 | Moscú  | Dura (i)   | Marin Čilić          | 6-2, 6-4  |
| 3.  | 15 de enero de 2022   | Sídney | Dura       | Andy Murray          | 6-3, 6-3  |

#### Finalista (2)
| N.º | Fecha                 | Torneo     | Superficie    | Oponente en la final | Resultado        |
| --- | --------------------- | ---------- | ------------- | -------------------- | ---------------- |
| 1.  | 25 de abril de 2021   | Belgrado I | Tierra batida | Matteo Berrettini    | 1-6, 6-3, 6-7(0) |
| 2.  | 22 de octubre de 2023 | Tokio      | Dura          | Ben Shelton          | 5-7, 1-6         |

### Dobles (1)
| Leyenda                         |
| Grand Slam (0)                  |
| ATP World Tour Finals (0)       |
| ATP World Tour Masters 1000 (0) |
| ATP World Tour 500 (0)          |
| ATP World Tour 250 (1)          |

| N.º | Fecha               | Torneo | Superficie | Pareja         | Oponentes en la final         | Resultado |
| --- | ------------------- | ------ | ---------- | -------------- | ----------------------------- | --------- |
| 1.  | 12 de marzo de 2021 | Doha   | Dura       | Andréi Rubliov | Marcus Daniell Philipp Oswald | 7-5, 6-4  |

#### Finalista (1)
| N.º | Fecha                 | Torneo       | Superficie | Pareja         | Oponentes en la final    | Resultado   |
| --- | --------------------- | ------------ | ---------- | -------------- | ------------------------ | ----------- |
| 1.  | 16 de octubre de 2021 | Indian Wells | Dura       | Andréi Rubliov | John Peers Filip Polášek | 3-6, 6-7(5) |

## Clasificación histórica

### Grand Slam
| Torneo                      | 2015 | 2016 | 2017 | 2018 | 2019 | 2020 | 2021 | Títulos    | G-P        |
| --------------------------- | ---- | ---- | ---- | ---- | ---- | ---- | ---- | ---------- | ---------- |
| Australian Open             | Q1   | Q2   | -    | -    | -    | -    | SF   | 0 / 1      | 5-1        |
| Roland Garros               | Q1   | Q3   | -    | -    | -    | Q3   | 2R   | 0 / 1      | 1-1        |
| Wimbledon                   | Q2   | -    | -    | -    | -    | -    | 1R   | 0 / 1      | 0-1        |
| US Open                     | Q3   | Q1   | -    | -    | -    | -    | 3R   | 0 / 1      | 2-1        |
| Total G-P                   | 0-0  | 0-0  | 0-0  | 0-0  | 0-0  | 0-0  | 8-4  | 0 / 4      | 8-4        |
| ATP World Tour Finals       | -    | -    | -    | -    | -    | -    |      | 0 / 0      | 0-0        |
| Total G-P                   | 0-0  | 0-0  | 0-0  | 0-0  | 0-0  | 0-0  | 0-0  | 0 / 0      | 0-0        |
| Juegos Olímpicos            | ND   | -    | ND   | ND   | ND   | ND   |      | 0 / 0      | 0-0        |
| Total G-P                   |      |      |      |      |      |      |      | 0 / 0      | 0-0        |
| ATP World Tour Masters 1000 |      |      |      |      |      |      |      |            |            |
| Indian Wells                | -    | -    | -    | -    | -    | ND   | 4R   | 0 / 1      | 2-1        |
| Miami                       | -    | -    | -    | -    | -    | ND   | 3R   | 0 / 1      | 1-1        |
| Montecarlo                  | -    | -    | -    | -    | -    | ND   | 2R   | 0 / 1      | 1-1        |
| Madrid                      | -    | -    | -    | -    | -    | ND   | 3R   | 0 / 1      | 2-1        |
| Roma                        | -    | -    | -    | -    | -    | -    | 3R   | 0 / 1      | 2-1        |
| Canadá                      | -    | -    | -    | -    | -    | -    | 2R   | 0 / 1      | 0-1        |
| Cincinnati                  | -    | -    | -    | -    | -    | -    | 1R   | 0 / 1      | 0-1        |
| Shanghái                    | -    | -    | -    | Q1   | -    | ND   | ND   | 0 / 0      | 0-0        |
| París                       | -    | -    | -    | -    | -    | -    | 1R   | 0 / 1      | 0-1        |
| Total G-P                   | 0-0  | 0-0  | 0-0  | 0-0  | 0-0  | 0-0  | 8-8  | 0 / 8      | 8-8        |
| ATP World Tour 500          |      |      |      |      |      |      |      |            |            |
| Dubái                       | -    | -    | -    | -    | -    | -    | G    | 1 / 1      | 6-0        |
| Total G-P                   | 0-0  | 0-0  | 0-0  | 0-0  | 0-0  | 0-0  | 6-0  | 1 / 1      | 6-0        |
| ATP World Tour 250          |      |      |      |      |      |      |      |            |            |
| Doha                        | Q1   | 1R   | -    | -    | -    | -    | 2R   | 0 / 2      | 1-2        |
| San Petersburgo             | -    | -    | -    | -    | Q1   | 2R   |      | 0 / 1      | 1-1        |
| Sofía                       | -    | -    | -    | -    | -    | 2R   |      | 0 / 1      | 1-1        |
| Moscú                       | 2R   | 1R   | -    | -    | -    | ND   |      | 0 / 2      | 1-2        |
| Total G-P                   | 1-1  | 0-2  | 0-0  | 0-0  | 0-0  | 2-3  | 4-2  | 0 / 8      | 7-8        |
| Estadísticas                |      |      |      |      |      |      |      |            |            |
|                             | 2015 | 2016 | 2017 | 2018 | 2019 | 2020 | 2021 | Totales    | Totales    |
| Torneos                     | 1    | 2    | 0    | 0    | 0    | 3    | 8    | 14         | 14         |
| G/P en Hard                 | 1-1  | 0-3  | 0-0  | 0-0  | 0-0  | 2-3  | 13-3 | 0 / 10     | 16-10      |
| G/P                         | 1-1  | 0-3  | 0-0  | 0-0  | 0-0  | 2-3  | 21-6 | 1 / 14     | 24-13      |
| Ranking                     | 195  | 235  | 621  | 485  | 289  | 112  |      | $1,117,734 | $1,117,734 |

## Challenger
| Leyenda         |
| --------------- |
| Challengers (3) |

### Individuales (4)
| N.º | Fecha      | Torneo                  | Superficie    | Oponente            | Resultado     |
| --- | ---------- | ----------------------- | ------------- | ------------------- | ------------- |
| 1.  | 22.03.2015 | Challenger de Kazan     | Dura (i)      | Konstantín Kravchuk | 6–4, 4–6, 6–3 |
| 2.  | 30.08.2020 | Challenger de Praga-2   | Tierra batida | Tallon Griekspoor   | 6-4, 7-66     |
| 3.  | 06.11.2020 | Challenger de Ostrava   | Tierra batida | Oscar Otte          | 6-4, 6-2      |
| 4.  | 04.01.2024 | hallenger de Nonthaburi | Dura          | Grégoire Barrère    | 7-6(5), 7-5   |

## Futures

### Individuales (10)
| Leyenda      |
| ------------ |
| Futures (10) |

| N.º | Fecha      | Torneo  | Superficie    | Oponente          | Resultado        |
| --- | ---------- | ------- | ------------- | ----------------- | ---------------- |
| 1.  | 26.05.2013 | Rusia   | Tierra batida | Artem Smirnov     | 6-4, 6-4         |
| 2.  | 02.06.2013 | Rusia   | Tierra batida | Victor Baluda     | 4-6, 6-2, 6-2    |
| 3.  | 23.06.2013 | Egipto  | Tierra batida | Karim Hossam      | 6-4, 7-5         |
| 4.  | 17.12.2017 | Doha    | Dura          | Benjamin Hassan   | 6-4, 6-0         |
| 5.  | 21.01.2018 | Egipto  | Dura          | Yannick Mertens   | 6-1, 6-2         |
| 6.  | 28.01.2018 | Egipto  | Dura          | Artem Smirnov     | 6-3, 6-2         |
| 7.  | 15.07.2018 | Francia | Dura          | Rémi Boutillier   | 7-6(6), 4-6, 6-3 |
| 8.  | 25.11.2018 | Túnez   | Dura          | Iván Gájov        | 6-4, 6-3         |
| 9.  | 02.12.2018 | Túnez   | Dura          | Alexandre Müller  | 6-4, 4-6, 6-1    |
| 10. | 22.12.2019 | Doha    | Dura          | Aleksandre Bakshi | 3-6, 6-2, 6-2    |

## Victorias sobre Top 10
| Año       | 2018 | 2019 | 2020 | 2021 | 2022 | 2023 | Total |
| --------- | ---- | ---- | ---- | ---- | ---- | ---- | ----- |
| Victorias | 0    | 0    | 0    | 5    | 0    | 1    | 6     |